# Pyotr Bochkaryov
Pour les articles homonymes, voir Bochkaryov.
Pyotr Bochkaryov (en russe : Петр Бочкарев, né le 3 novembre 1967 à Moscou) est un athlète russe spécialiste du saut à la perche.
Il remporte le concours des Championnats d'Europe en salle 1992 (5,85 m), devant le Hongrois István Bagyula, puis conserve son titre deux ans plus tard lors des Championnats d'Europe en salle de Paris-Bercy où il devance avec un saut à 5,90 m le Français Jean Galfione (5,80 m). Il se classe cinquième de la finale des Jeux olympiques de 1996.
Ses records personnels sont de 5,90 m en plein air (1996) et de 5,90 m en salle (1994).

## Palmarès
| Date | Compétition                    | Lieu      | Résultat | Performance |
| ---- | ------------------------------ | --------- | -------- | ----------- |
| 1991 | Universiade d'été              | Sheffield | 3e       | 5,60 m      |
| 1992 | Championnats d'Europe en salle | Gênes     | 1er      |             |
| 1994 | Championnats d'Europe en salle | Paris     | 1er      |             |
| 1996 | Championnats d'Europe en salle | Stockholm | 3e       |             |
| 1996 | Jeux olympiques                | Atlanta   | 5e       |             |